# Kertanegara, koning van Singhasari

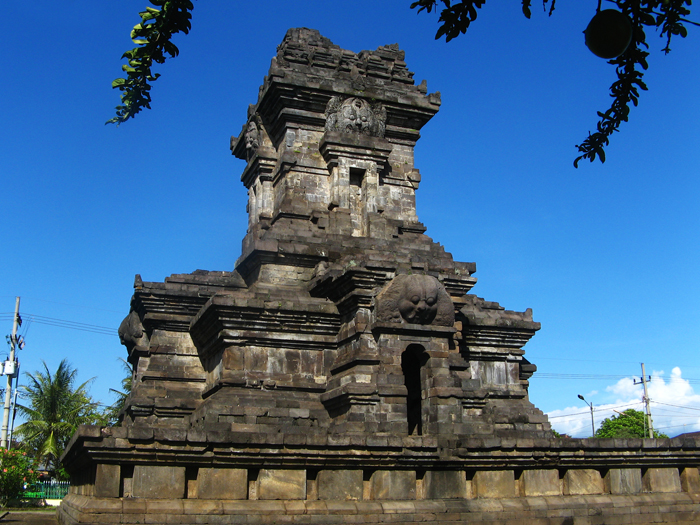
De Candi Singosari: De dodentempel van Kertanegara

Kertanegara (ook Kartanegara genoemd) was de laatste en grootste koning van Singhasari (ook: Singosari) uit de Rajasa-dynastie. Hij regeerde van 1268 tot zijn dood in 1292.
Als Sri Maharajadiraja Sri Kertanegara Wikrama Dharmatunggadewa regeerde Kertanegara over Java en uiteindelijk over een groot deel van de Indonesische Archipel. De officiële koningsnaam is hindoeïstisch en we vinden er het begrip dharma in terug.

## De Rajasa-dynastie
Kertanegara was de vijfde koning van Singhasari en zoon van de vierde koning, Wishnuwardhana die regeerde van 1248 tot zijn dood in 1268. Al in 1254 werd Kertanegara de werkelijke machthebber in Singhasari. Singhasari was de opvolger van het rijk van Kediri, dat ook wel Daha werd genoemd en dat in 1222 door Ken Arok omver was geworpen.
Kertanegara was een aanhanger van de mystieke tantrische syncretische variant van het hindoeïsme en boeddhisme. Hij presenteerde zich als een god-koning en incarnatie van Shiva en Boeddha.

## Veroveringen

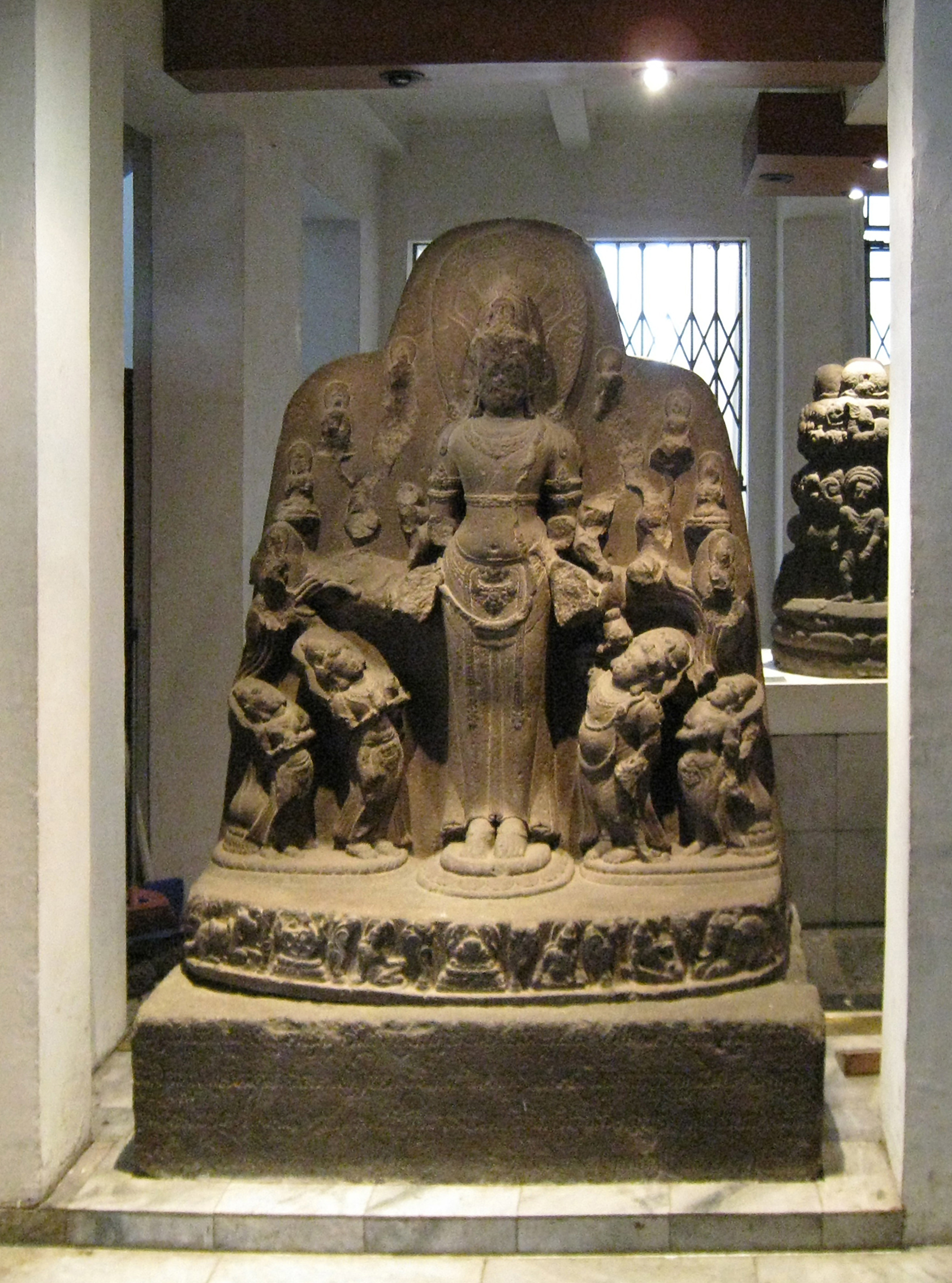
Het beeld van Amoghapasha dat door Kertanegara van Singhasari aan het koninkrijk Dharmashraya in Malayu (het huidige Jambi) in Sumatra geschonken werd

Singhasari bereikte tijdens Kertanegara's regering het hoogtepunt van haar macht, maar het land stortte onverwacht ineen. De Javanen bouwden een grote vloot en beheersten enige tijd de specerijenhandel in de archipel. Opstanden van vazallen als Cayaraja in 1270 en Mahisa in 1280 werden onderdrukt.
Kertanegara was de eerste Javaanse heerser die ook gebieden buiten Java wilde beheersen. In 1284 werd Bali onderworpen. Kertanagara onderhandelde met het in het huidige Vietnam gelegen koninkrijk Champa over het verdelen van de heerschappij over Zuidoost-Azië.
De Pamalayu-expeditie op Sumatra leidde tot de onderwerping van het machtige Oost-Sumatraanse koninkrijk Jambi, een van de opvolgers van het vroegere koninkrijk Shrivijaya. Jambi was een van de eerste delen van de archipel waar de islam vaste voet aan de grond had gekregen. Het land onderhield bovendien goede betrekkingen met China.Verder probeerde Kertanagara ook het machtige koninkrijk Sunda op West-Java en de handel in de Straat Malakka te controleren. Op de eilanden Madura en Borneo onderwierpen zich eveneens vorsten aan Kertanegara.

## Conflicten met de Mongolen
Na de val van de Chinese Song-dynastie werd China geregeerd door Mongoolse horden onder leiding van de Yuan-dynastie. Deze dynastie wilde een zo groot mogelijk gebied onderwerpen aan het gezag van de Mongolen. Ze veroverden delen van India en Perzië en bereikten zelfs de Poolse grens. Een aanval op Japan mislukte. In 1289 zond Kublai Khan, de kleinzoon van Genghis Khan, een ambassadeur naar Java om een formele onderwerping en het daarbij behorende tribuut te eisen. Kertanegara was beledigd en liet toen er voor de derde maal ambassadeurs werden gestuurd het Chinese karakter voor "nee" in hun gezicht kerven. Hij liet ook de oren van de diplomaten afsnijden. Zo keerden zij terug naar China.
Kertanegara wist dat de machtige Khan hem voor deze belediging zou straffen. Daarom probeerde hij om nog bijtijds zijn macht op Java en Sumatra uit te breiden. In 1290 zond Kertanegara, zoals eerder in dit lemma al verteld, een expeditieleger, de Pamalayu-expeditie, naar Sumatra om het Maleise koninkrijk Jambi te veroveren. Kublai Khan liet ondertussen een machtige vloot uitrusten om Kertanegara te kunnen straffen.

## De rebellie van Jayakatwang
Kertanegara beheerste in deze periode heel Java. Maar onder de oppervlakte broeide het; Jayakatwang, een onderworpen prins van het voormalig koningshuis van het verslagen koninkrijk Kediri, kwam in opstand tegen zijn suzerein.
Singhasari's leger was in Sumatra en daarom kostte het Jayakatwang weinig moeite om Kertanegara met een list te verslaan. Een schijnaanval vanuit het noorden kon Kertanegara afslaan maar een gelijktijdige aanval vanuit het zuiden overrompelde in mei of juni 1292 de zwak verdedigde hoofdstad van Singhasari, Kutaraja. Daar was een dronken Kertanegara na veel palmwijn te hebben gedronken verdiept in een tantristische rite. Kertanegara en veel van zijn hovelingen werden afgeslacht. Jayakatwang liet zich tot koning van het herstelde Koninkrijk Kediri uitroepen.
Een van de weinige overlevende leden van de koninklijke familie van Singhasari was Raden Wijaya, een schoonzoon van Kertanegara, die naar Madura kon ontkomen. Daar verleende de locale regent Arya Wiraraja hem onderdak. Wiraraja wist Jayakatwang en Wijaya te verzoenen. Jayakatwang gaf Wijaya een stuk land aan de Brantas in het Tarikwoud ten geschenke. Daar, te midden van bittere bessen werd Trowulan, de hoofdstad van het later zo machtige Majapahit, gebouwd.
De stoffelijke resten van Kertanegara werden bijgezet in de Candi Singosari vlakbij zijn voormalige hoofdstad. Candi is het gewone Indonesische woord voor tempel, maar de meer specifieke betekenis van dit woord is dat in een candi de stoffelijke resten van koningen en belangrijke priesters waren opgeslagen. In de Javaanse devaraja-cultuur wordt aangenomen dat de monarch de incarnatie van een bepaalde godheid is, en dat na de dood hun ziel met die godheid wordt verenigd, en dus als zodanig vereerd wordt in een tempel, opgedragen aan de overleden ziel van de monarch.

## De erfenis van Kertanegara
Raden Wijaya maakte handig gebruik van de nietsvermoedende Mongolen om zich op Jayakatwang te wreken. De Mongolen landden op de kust in de verwachting daar Kertanegara aan te treffen. In plaats daarvan vielen ze koning Jayakatwang aan. Wijaya viel vervolgens de uitgeputte en verwarde Mongolen in de rug aan en veroverde op zijn beurt Java. De tempelschatten uit Kutaraja werden naar Majapahit gebracht. Het nieuwe rijk, Majapahit ging heel Indonesië beheersen.
Kertanegara had geen zoon, maar zijn dochter Rajapatni Gayatri die met Raden Wijaya was getrouwd gaf het goddelijke bloed van de Rajasa-dynastie door aan de heersers van Majapahit. Hun beider dochter Gayatri en kleindochter Tribhuwana Wijayatunggadewi huwden vorsten van Majapahit en werden koningin.
Kertanegara's achterkleinzoon Hayam Wuruk werd de grootste heerser van Majapahit. 